# Centromedon calcaratus
Centromedon calcaratus is een vlokreeftensoort uit de familie van de Uristidae. De wetenschappelijke naam van de soort werd in 1879 voor het eerst geldig gepubliceerd door Georg Ossian Sars.